# Cieśnina Johor
Cieśnina Johor (ang. Straits of Johor, malajski Selat Johor, chiń. upr. 柔佛海峡, pinyin Róufó Hǎixiá) – cieśnina między Półwyspem Malajskim i wyspą Singapur. Oddziela malezyjski stan Johor od państwa Singapur. Cieśnina ma 50 km długości i 1,2–4,8 km szerokości.
W 2003 r. Malezja złożyła do Międzynarodowego Trybunału Prawa Morza skargę w związku z prowadzonymi przez Singapur pracami nad osuszeniem części cieśniny Johor. W 2005 r. rządy obydwu państw podpisały porozumienie o polubownym zakończeniu sporu.